# 히나아라레

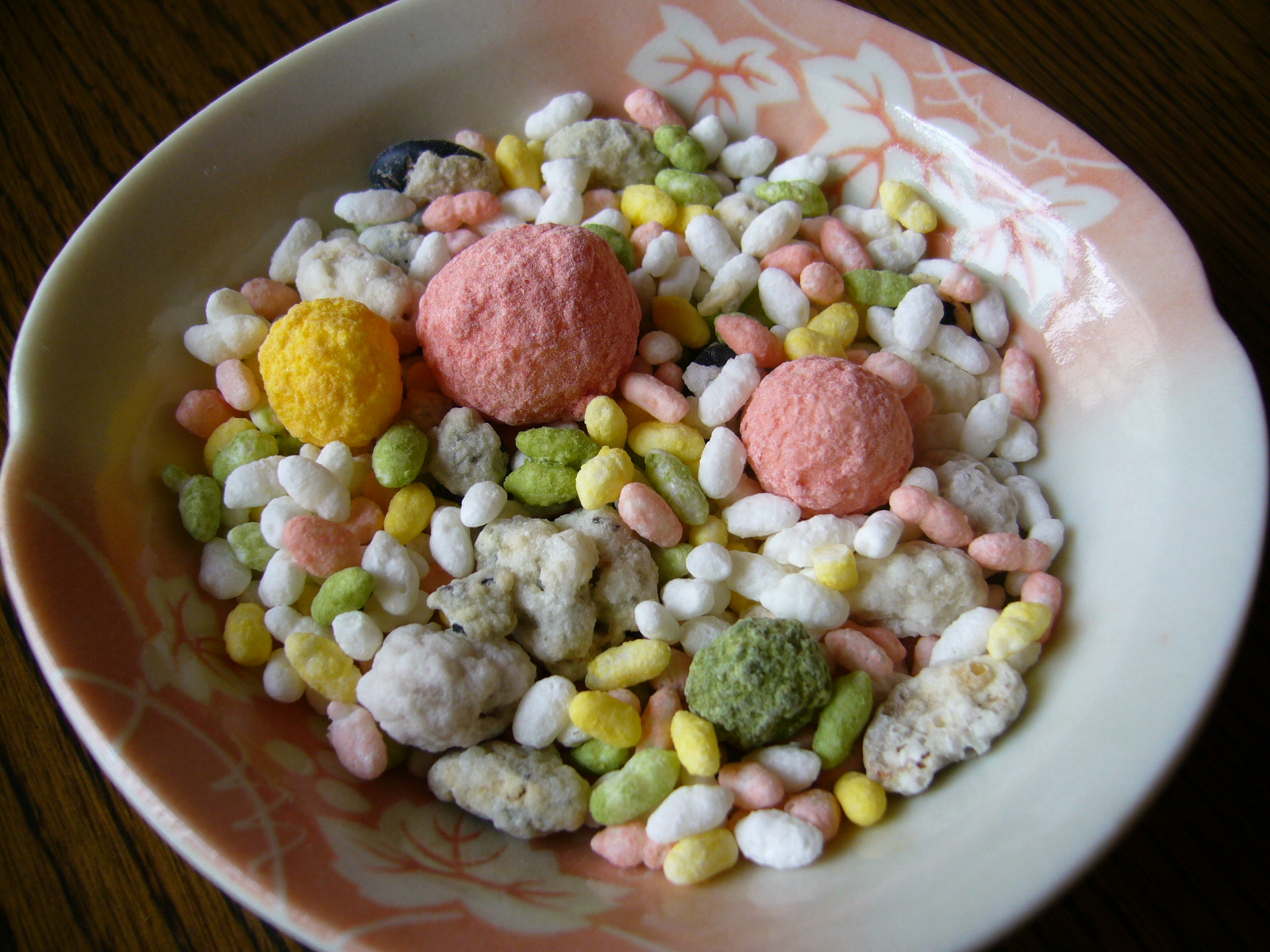
히나아라레

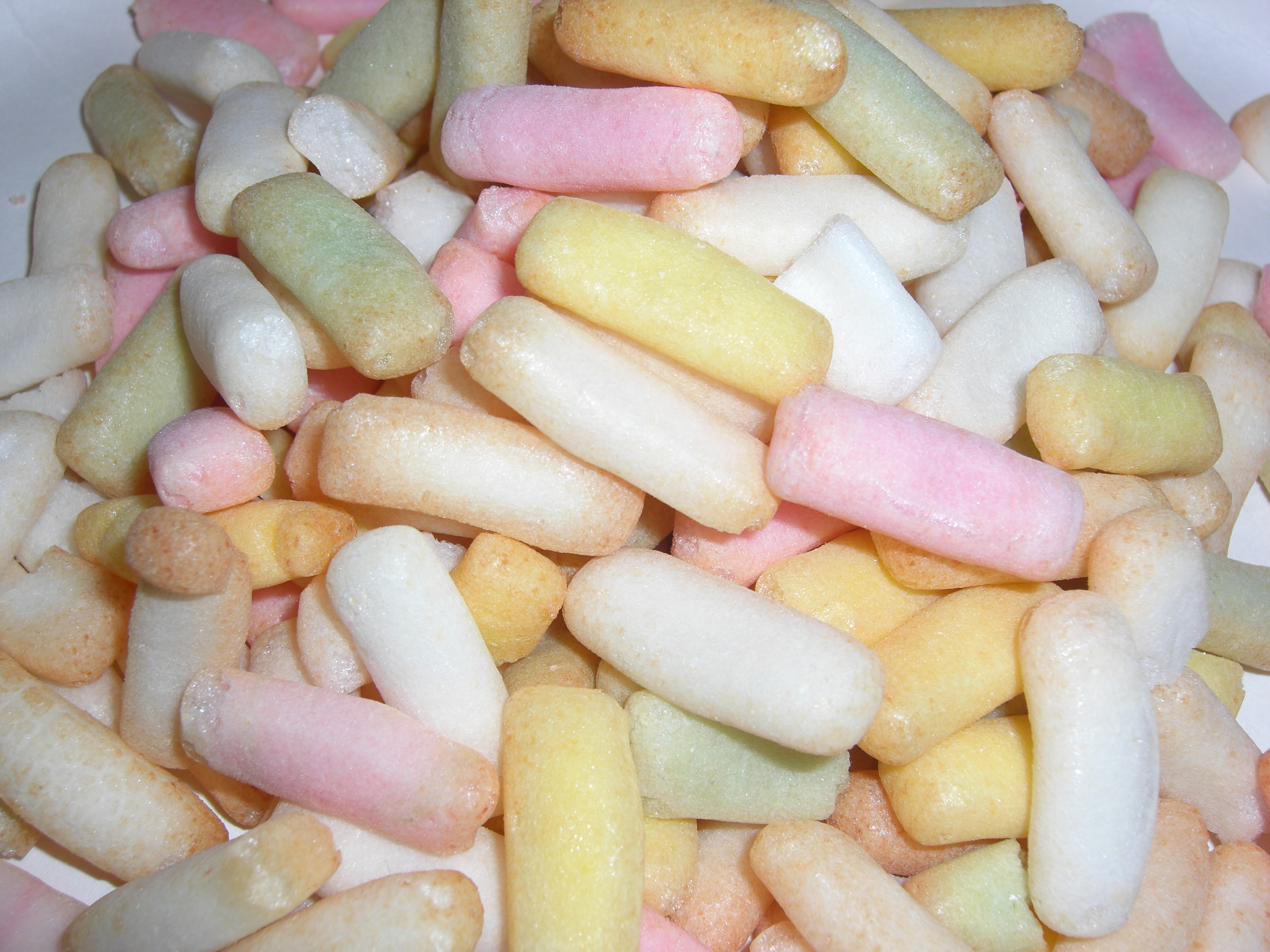
나고야의 히나아라레

히나아라레(일본어: 雛あられ, ひなあられ)는 일본에서 삼짇날 (3월 3일)이나 히나마츠리가 열릴 때 먹는 과자이다. 여러 가지 색깔로 되어 있는데 흰색은 눈, 녹색은 나무의 싹, 분홍색은 생명을 의미하며, 갖가지 색의 아라레를 먹어 1년을 건강하게 지낼 수 있도록 기원한다.
히나아라레는 지역별로 다르다. 우선 간토 지방에서는 쪄서 충분히 말린 멥쌀이나 콩을 볶아서 설탕으로 맛을 낸다. 분홍색이나 녹색 등의 색을 입히려면 아라레 자체에 색을 입히거나 색깔을 띈 설탕을 아라레에 묻히는 식으로 만든다. 나고야 일대에서는 원통 모양과 둥근 모양의 종류가 있으며 달콤한 맛의 양념을 묻혀 판다. 간사이 지방에서는 소금이나 간장맛의 찹쌀을 재료로 한 아라레를 1센치미터 크기의 둥근 모양으로 만든다. 분홍색은 새우, 녹색은 해조류를 쓰며 착색하기도 한다.

## 같이 보기
- 아라레
- 히나마츠리
- 뻥튀기